# 小行星1630
小行星1630（1630 Milet）是一颗围绕太阳公转的小行星。1952年2月28日，路易·博耶在阿尔及尔发现了此天体。
該小行星以法國天文學家伯納德·米萊特（Bernard Milet）命名。
这颗小行星的绝对星等为95.95011等。